# Urewe
La cultura Urewe va aparèixer al llac Victòria cap al 1000 aC i es va expandir per la zona de Tanzània, Congo i rodalia fins a mitjans del segle v. El seu origen sembla bantú i la majoria de restes conservades són d'eines de ferro i terrissa decorada amb motius geomètrics que segueixen el perfil de cada peça. Els urewe eren sedentaris però van rebre nombroses influències dels pobles nòmades que baixaven del nord en la temporada de sequera i davant la pressió de comunitats invasores a partir del segle iv, alguns grups van retornar a un estil de vida seminòmada per sobreviure.